# Bojna (Glina)
Bojna falu Horvátországban, Sziszek-Monoszló megyében. Közigazgatásilag Glinához tartozik.

## Fekvése
Sziszek városától légvonalban 41, közúton 56 km-re délnyugatra, községközpontjától légvonalban 16, közúton 21 km-re délre a Báni végvidék középső részén fekszik.

## Története
A falu feletti Brekinjova Kosa régészeti leletei alapján területe már a vaskorban lakott volt. A vaskori erődített település valószínűleg a későbbi korokban is lakóhelyül szolgált. Ezt látszanak erősíteni a közelben talált kora középkori sírok, melyek egy szakrális épület körül és azon belül feküdtek. A falu feletti várat valószínűleg a térség akkori urai a Babonićok építették a 13. vagy a 14. században. Helyzetük 1335-ben változott meg drámaian, amikor Babonić István fegyvert fogott Károly Róbert király ellen és kegyvesztett lett, birtokait elveszítette. A birtokokat a család másik ága a Blagay család vette át. A török veszély közeledtére akkori birtokosa Blagay Ferenc Erdődy Péter bánnak adta át. 1562-ben a horvát szábor egyik határozatában is megemlítik mint olyan várat, melynek különös stratégiai jelentősége van, mivel mind a Glinica völgyét, mind az Unamenti területet ellenőrzés alatt tartja. Az egyre szaporodó török betörések idején a vár a lakosság számára biztos menedékül szolgált 1576 szeptemberében, vagy 1577-ben mégis elfoglalta a török. Ezután már nem játszott szerepet a térség védelmében, később teljesen lerombolták.
A település 1230-ban tűnik fel „Bayne locus” alakban. 1266-ban „Boyna terra sive possessio”, 1279-ben „Boyna terra”, 1284-ben „Boina terra”, 1327-ben „Boyna”, 1380-ban „Boyna possessio” illetve „Kisboyna possessio” néven említik. 1501-ben Mindenszenteknek szentelt egyháza „ecclesia omnium sanctorum de Boyna” néven szerepel. A 16. század második felében foglalta el a török, ekkor semmisült meg középkori temploma is.
Az 1683 és 1699 között felszabadító harcokban a keresztény seregek kiűzték a térségből a törököt és a török határ az Una folyóhoz került vissza. Ezután a török uralom alatt maradt boszniai Unamentéről és Közép-Boszniából pravoszláv szerb családok érkeztek a felszabadított területekre. Bojna benépesülése is ebben az időszakban kezdődött, majd több hullámban a 18. században is folytatódott. 1696-ban a szábor a bánt tette meg a Kulpa és az Una közötti határvédő erők parancsnokává, melyet hosszas huzavona után 1704-ben a bécsi udvar is elfogadott. Ezzel létrejött a Báni végvidék (horvátul Banovina), mely katonai határőrvidék része lett. 1745-ben megalakult a Glina központú első báni ezred, melynek fennhatósága alá ez a vidék is tartozott.
1881-ben megszűnt a katonai közigazgatás és Zágráb vármegye Glinai járásának része lett. A falunak 1857-ben 766, 1910-ben 995 lakosa volt. 1918-ban az új szerb-horvát-szlovén állam, majd később Jugoszlávia része lett. A második világháború idején a Független Horvát Állam része volt, de szerb lakossága fellázadt a fasiszta hatalom ellen. Közülük sokan partizánnak álltak. A harcokban elesettek emlékművét 1961-ben avatták fel. A falu 1991. június 25-én jogilag a független Horvátország része lett, de szerb lakói a Krajinai Szerb Köztársasághoz csatlakoztak. A falut 1995. augusztus 8-án a Vihar hadművelettel foglalta vissza a horvát hadsereg. A lakosság többsége elmenekült. Később több, főként idős ember visszatért, de a falu ma a kihalás szélén áll. A településnek 2011-ben 28 lakosa volt, akik mezőgazdasággal és állattartással foglalkoztak.

## Népesség
| Lakosság változása | Lakosság változása | Lakosság változása | Lakosság változása | Lakosság változása | Lakosság változása | Lakosság változása | Lakosság változása | Lakosság változása | Lakosság változása | Lakosság változása | Lakosság változása | Lakosság változása | Lakosság változása | Lakosság változása | Lakosság változása |
| ------------------ | ------------------ | ------------------ | ------------------ | ------------------ | ------------------ | ------------------ | ------------------ | ------------------ | ------------------ | ------------------ | ------------------ | ------------------ | ------------------ | ------------------ | ------------------ |
| 1857               | 1869               | 1880               | 1890               | 1900               | 1910               | 1921               | 1931               | 1948               | 1953               | 1961               | 1971               | 1981               | 1991               | 2001               | 2011               |
| 766                | 895                | 785                | 885                | 937                | 995                | 863                | 1.049              | 701                | 686                | 667                | 537                | 345                | 226                | 32                 | 28                 |

## Nevezetességei
- Szent György vértanú tiszteletére szentelt szerb pravoszláv parochiális temploma 1872-ben épült. A II. világháború idején 1943-ban lerombolták.
- A falu felett a Zidina nevű helyen találhatók Bojna középkori várának csekély maradványai. A várat valószínűleg a térség akkori urai a Babonićok építették a 13. vagy a 14. században. A török veszély közeledtére akkori birtokosa Blagay Ferenc Erdődy Péter bánnak adta át. 1562-ben a horvát szábor egyik határozatában is megemlítik mint olyan várat, melynek különös stratégiai jelentősége van, mivel mind a Glinica völgyét, mind az Unamenti területet ellenőrzés alatt tartja. Az egyre szaporodó török betörések idején a vár a lakosság számára biztos menedékül szolgált 1576 szeptemberében, vagy 1577-ben mégis elfoglalta a török. Ezután már csak egyszer említik írásos dokumentumban, amikor a török kiűzése és a karlócai béke után Luigi Ferdinando Marsigli olasz hadmérnök felkereste a térség várait, hogy felmérje újjáépítésük lehetőségeit és költségeit. A határon álló romos vár birtoklásáért azonban vita bontakozott ki a horvát oldalon levő Bojna és a török uralom alatt maradt mai Bosanska Bojna között. A két fél végül abban egyezett meg, hogy a várat egyik fél sem kapja meg, hanem lerombolják. Csupán egyetlen tornyot hagytak meg határjelként a két császárság között. A várnak mára alig maradt nyoma, de a helyiek között él a hagyomány egykori létezéséről.
- A Sivac-patak felett található Brekinjova Kosa régészeti lelőhely, ahol már ránézésre is feltűnnek egy vaskori erődített település földsáncainak nyomai. Az itt talált leletek között főként cseréptöredékek, néhány vasdarab, a fémgyártás melléktermékei kerültek elő. A leletek korán az i. e. 1. évezred első felére keltezték.
- Ugyancsak a Brekinjova Kosán feltárt kilenc sírból 51 fémtárgy, csont és szerves anyag maradványok kerültek elő. A leleteket a kora középkorra, a 8. és 9. század fordulójára datálták. A Knin melletti Biskupija – Crkvina kora román leleteivel mutatnak hasonlóságot. A sírok közül egy különösen gazdag leletanyaggal, korabeli luxustárgyakkal szolgált. A leltek között V. Konstantin bizánci császár aranypénze, aranyba foglalt hegyikristály függő, egy pár díszes sarkantyú, vaskés, bőrszíj és ruhadíszek maradványai kerültek elő. A többi sírban főként vastárgyakat, csontmaradványokat és megszenesedett fa maradványait találták, de előkerültek magok is. A fennmaradt falak szerkezete alapján a sírok közül három egy épületen belül, a többiek kívül, szabályos rendben fekhettek.
- Partizánemlékmű (alkotó M. Krković 1961.)